# Manisha Koirala

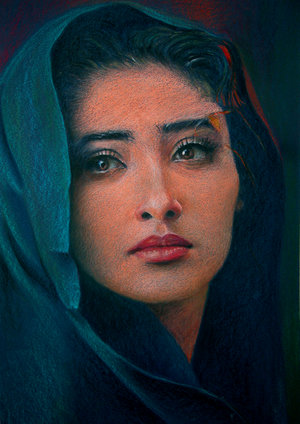
Målning av Manisha Koirala (2008).

Manisha Koirala, nepalesisk filmskådespelerska, född i Katmandu 16 augusti 1970. Studerade i Delhi och sedermera stjärna i Bollywood. Hennes farfar Bishweshwar Prasad Koirala och två av farfaderns bröder har varit premiärministrar i hemlandet Nepal. Under 1990-talet utsågs Manisha flera gånger till vackraste stjärnan i Bollywood.